# Grand Prix de la côte étrusque 2017
La 22e édition du Grand Prix de la côte étrusque a eu lieu le 5 février 2017. Elle fait partie du calendrier UCI Europe Tour 2017 en catégorie 1.1.

## Présentation

### Équipes
| WorldTeam- UAE Abu Dhabi Équipes continentales professionnelles (6)- Wilier Triestina-Selle Italia - Bardiani CSF - Androni Giocattoli - Nippo-Vini Fantini - Gazprom-RusVelo - Delko Marseille Provence KTM Équipes continentales (11)- Unieuro Trevigiani-Hemus 1896 - Tirol - Felbermayr Simplon Wels - Minsk Cycling Club - Amore & Vita-Selle SMP-Fondriest - Vorarlberg - 0711/Cycling - GM Europa Ovini - Meridiana Kamen - Sangemini-MG.Kvis - D'Amico-Utensilnord Équipe nationale- Italie |
| |

## Classements

### Classement final
.
| \| Classement général \| Classement général \| Classement général \| Classement général \| Classement général \| \| Coureur \| Coureur \| Pays \| Équipe \| Temps \| \| ------------------ \| ---------------------- \| ------------------ \| ----------------------------- \| ------------------ \| \| 1er \| Diego Ulissi \| Italie \| UAE Abu Dhabi \| 4 h 32 min 24 s \| \| 2e \| Manuel Belletti \| Italie \| Wilier Triestina-Selle Italia \| + 14 s \| \| 3e \| Francesco Gavazzi \| Italie \| Androni-Sidermec-Bottecchia \| + 14 s \| \| 4e \| Roman Maikin \| Russie \| Gazprom-RusVelo \| + 14 s \| \| 5e \| Davide Mucelli \| Italie \| Meridiana Kamen \| + 14 s \| \| 6e \| Mikel Aristi \| Espagne \| Delko-Marseille Provence-KTM \| + 14 s \| \| 7e \| Asbjørn Kragh Andersen \| Danemark \| Delko-Marseille Provence-KTM \| + 14 s \| \| 8e \| Paolo Totò \| Italie \| Sangemini-MG.Kvis \| + 14 s \| \| 9e \| Eduard-Michael Grosu \| Roumanie \| Nippo-Vini Fantini \| + 14 s \| \| 10e \| Simone Petilli \| Italie \| UAE Abu Dhabi \| + 14 s \| |                        |          |                               |                 |
| |                        |          |                               |                 |
| Sources : ProCyclingStats Cycling Quotient Cycling Archives |                        |          |                               |                 |
| Classement général |                        |          |                               |                 |
| Coureur | Coureur                | Pays     | Équipe                        | Temps           |
| 1er | Diego Ulissi           | Italie   | UAE Abu Dhabi                 | 4 h 32 min 24 s |
| 2e | Manuel Belletti        | Italie   | Wilier Triestina-Selle Italia | + 14 s          |
| 3e | Francesco Gavazzi      | Italie   | Androni-Sidermec-Bottecchia   | + 14 s          |
| 4e | Roman Maikin           | Russie   | Gazprom-RusVelo               | + 14 s          |
| 5e | Davide Mucelli         | Italie   | Meridiana Kamen               | + 14 s          |
| 6e | Mikel Aristi           | Espagne  | Delko-Marseille Provence-KTM  | + 14 s          |
| 7e | Asbjørn Kragh Andersen | Danemark | Delko-Marseille Provence-KTM  | + 14 s          |
| 8e | Paolo Totò             | Italie   | Sangemini-MG.Kvis             | + 14 s          |
| 9e | Eduard-Michael Grosu   | Roumanie | Nippo-Vini Fantini            | + 14 s          |
| 10e | Simone Petilli         | Italie   | UAE Abu Dhabi                 | + 14 s          |

## Liste des participants
| Légende | Légende                                                                      | Légende | Légende                                                    |
| ------- | ---------------------------------------------------------------------------- | ------- | ---------------------------------------------------------- |
| Num     | Dossard de départ porté par le coureur sur ce Grand Prix de la côte étrusque | Pos     | Position à l'arrivée de la course                          |
|         | Indique un maillot de champion national ou mondial, suivi de sa spécialité   | NP      | Indique un coureur qui n'a pas pris le départ de la course |
| AB      | Indique un coureur qui n'a pas terminé la course                             | HD      | Indique un coureur qui a terminé la course hors des délais |